# Taborsberg
Taborsberg är en tidigare herrgård i stadsdelen Haga, Östra Eneby socken, Norrköpings kommun, med anor från 1700-talet. Släkten Gyllenkrook var gårdens sista adliga ägare. Norrköpings stad blev ägare på 1920-talet och ägorna styckades upp i tomter som sedan blev Taborsbergs villaområde. Herrgårdens huvudbyggnad användes som flerfamiljshus tills den 1969 köptes av Östra Eneby församling och blev Taborsbergskyrkan, invigd 1981. 
2008 avsakraliserades byggnaden och används därefter som förskola.